# Plecoptera recta
Plecoptera recta är en fjärilsart som beskrevs av Arnold Pagenstecher 1886. Plecoptera recta ingår i släktet Plecoptera och familjen nattflyn. Inga underarter finns listade i Catalogue of Life.